# South Woodford (metrostation)
South Woodford is een station van de metro van Londen aan de Central Line. Het metrostation, dat in 1856 is geopend, ligt in de plaats Woodford. In 1947 begon de dienstregeling op de Central Line.

## Geschiedenis
Het station werd geopend op 22 augustus 1856 als onderdeel van de zijtak van de Eastern Counties Railway (ECR) van Stratford naar Loughton. Destijds heette het station George Lane, op 5 juli 1937 werd dat South Woodford (George Lane). De ECR zelf werd in 1861 onderdeel van de Great Eastern Railway. Door de spoorwegreorganisatie in 1923 ging de Great Eastern Railway op in de London and North Eastern Railway (LNER). In 1933 werd het openbaar vervoer in Londen genationaliseerd in de Londen Passenger Transport Board (LPTB). LPTB kwam met het New Works Programme 1935-1940 om knelpunten in het metronet aan te pakken en nieuwe woonwijken op de metro aan te sluiten. Omdat LNER geen geld had om de voorstadslijn te elektrificeren voorzag het New Works Programme in de integratie van de lijn in het metronet. Door het uitbreken van de Tweede  Wereldoorlog werden de werkzaamheden voor de ombouw van de lijn in 1939 opgeschort. In 1946 hervatte de LNER de ombouw en op 14 december 1947 was de elektrificatie bij South Woodford gereed en ging het station, onder de naam South Woodford, over naar de Central Line, hoewel er nog borden zijn die de toevoeging (George Lane) dragen. Tijdens de planning van de Victoria Line is overwogen om Woodford of South Woodford als oostelijk eindpunt in te richten. In 1961 werd echter besloten om slechts tot Walthamstow Central te bouwen.

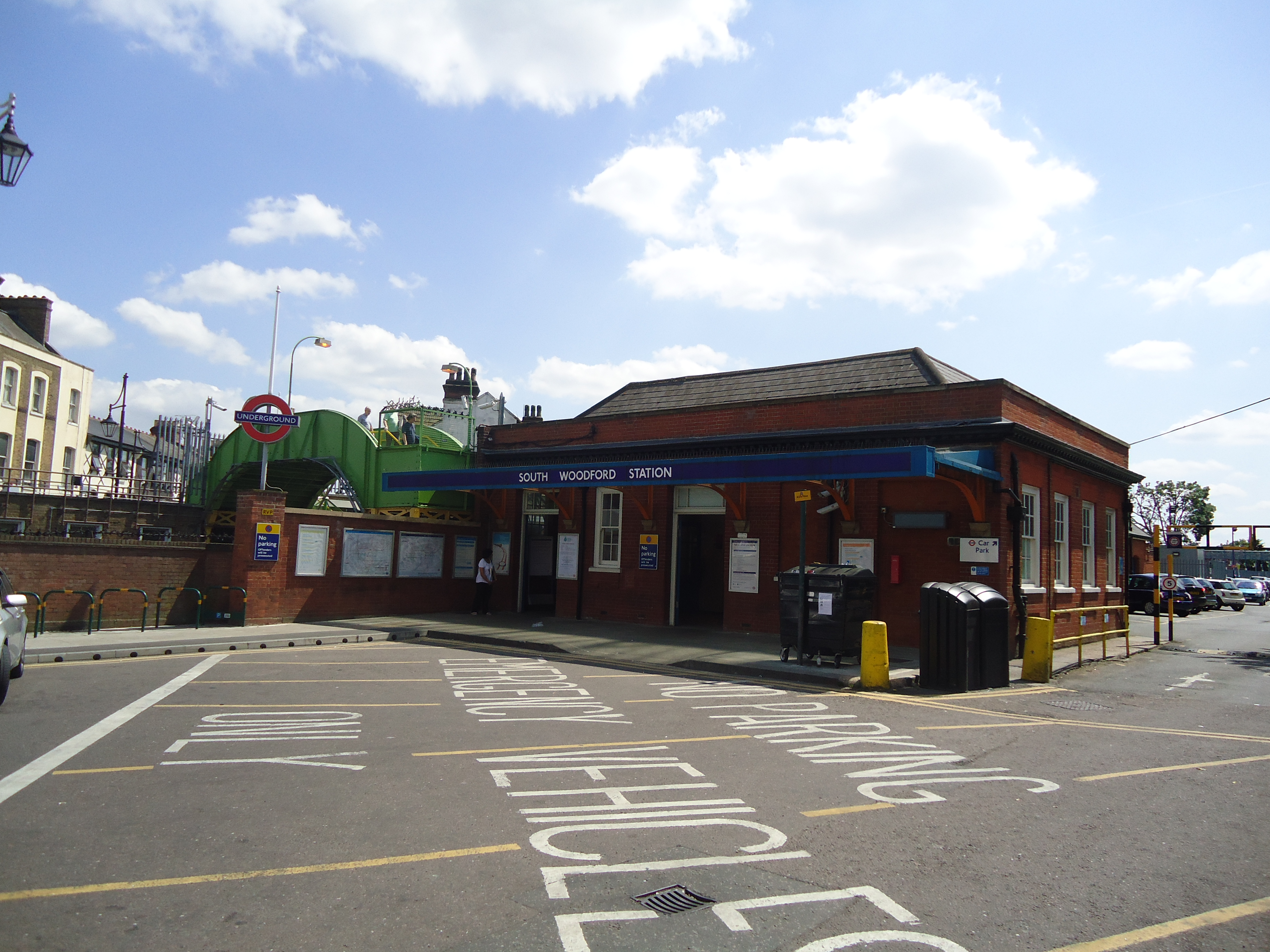
De westelijke ingang.
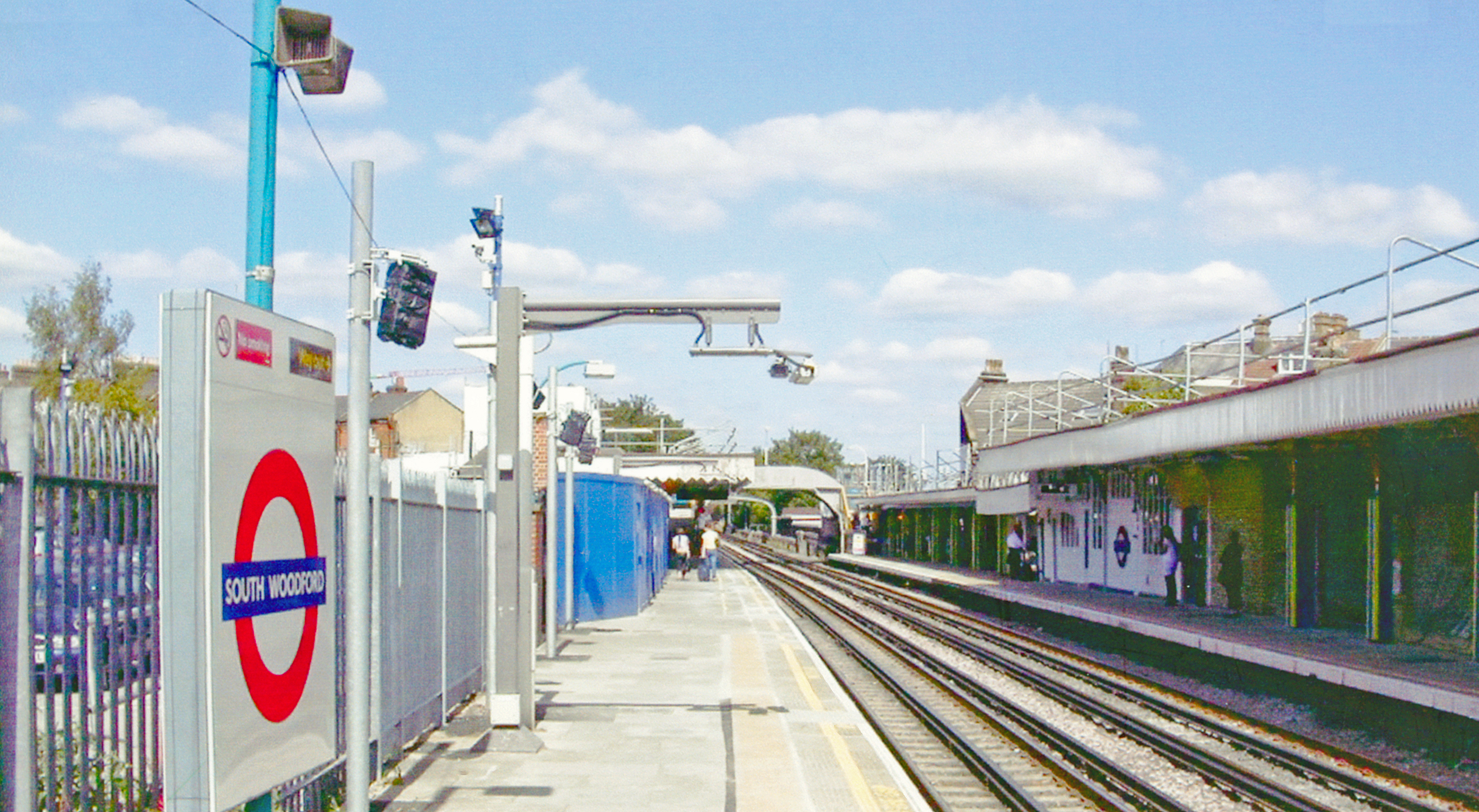
Het station met loopbrug gezien vanaf het westelijke perron.
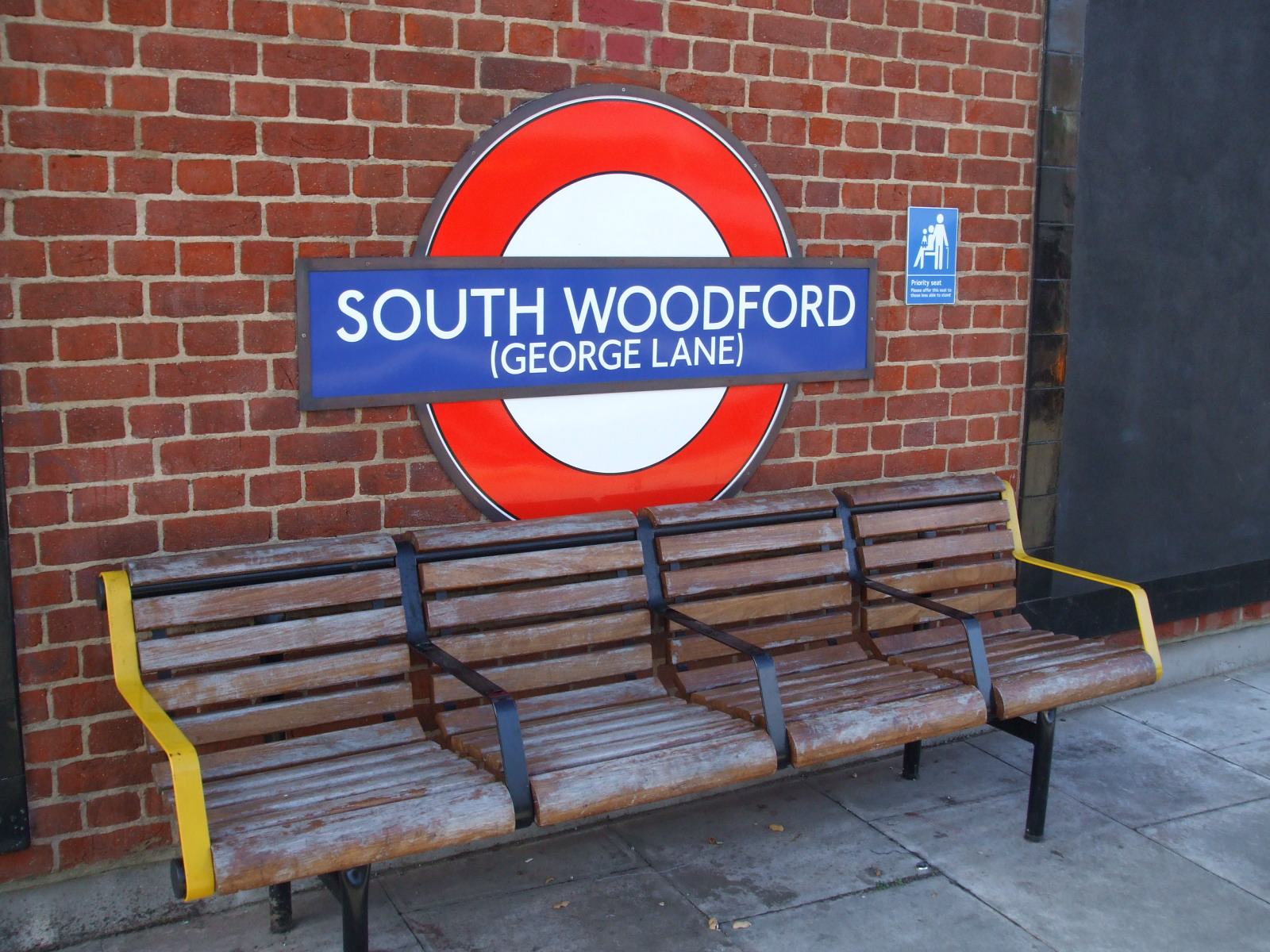
De vroegere stationsnaam nog boven een bankje.

## Ligging en inrichting
Het station heeft twee zijperrons met elk een eigen toegangsgebouw, aanvankelijk konden de reizigers het spoor oversteken via de spoorwegovergang van George Lane vlak ten noorden van het station. De elektrificatie in het interbellum was aanleiding om de overweg te sluiten. Voor het wegverkeer kwam een viaduct, voetgangers kregen een loopbrug die, ongebruikelijk voor de Epping-tak, buiten de kaartcontrole ligt en daardoor ook door plaatselijke overstekers gebruikt kan worden. Ten noorden van de voormalige overweg ligt een tunnel met hellingbanen, die als onveilig wordt gezien vooral in het donker. In 2006, 150 jaar na de opening, werd groot onderhoud uitgevoerd waarbij ook de onderdoorgang werd meegenomen aangezien uit misdaadstatistieken bleek dat het station de hoogste misdaadcijfers van Redbridge had. De onderdoorgang kreeg vijf bewakingscamera's en het afgebrande deel van het perron voor de metro's richting de stad werd herbouwd. Het geheel werd opnieuw geschilderd in wit blauw en oranje, al bleef de loopbrug zelf buiten het onderhoudswerk.

## Reizigersdienst
Treinfrequenties variëren gedurende de dag, maar rijden over het algemeen elke 3 tot 7 minuten tussen 07.03 en 22.39 uur in noordelijke richting en tussen 06.22 en 22.19 uur richting de binnenstad.